# Carmen Valido Pérez
Carmen Valido Pérez (Ingenio, 14 de juliol de 1963) és una política espanyola, diputada per Podem al Congrés durant la XII legislatura d'Espanya.

## Biografia
Diplomada en Enginyeria Tècnica d'Obres Públiques per la Universitat de Las Palmas de Gran Canaria, especialitat Construccions Civils, i Graduada en Enginyeria Civil per la Universitat Catòlica de San Antonio. La seva trajectòria professional s'ha centrat en l'ordenació del territori, en concret en la disciplina urbanística, mediambiental i protecció del territori; ha treballat al Cabildo de Gran Canària i en Gesplan, i actualment és empleada de l'Agència de Protecció del Mitjà Urbà i Natural del Govern de Canàries. En l'àmbit polític, pertany al Consell Insular de Podem i en 2016 va ser triada diputada per Las Palmas al Congrés.